# Albertus Antonie Nijland
Albertus (Albert) Antonie Nijland (Utrecht, 30 de octubre de 1868 - Utrecht, 18 de agosto de 1936) fue un astrónomo
neerlandés. Es conocido por haber propuesto el sistema utilizado para la designación de las estrellas variables.

## Semblanza
Nijland fue profesor de astronomía en la Universidad de Utrecht, dirigiendo el Sterrewacht Sonnenborgh (posteriormente Instituut Sterrekundig) de la Universidad.
En 1901 participó en una expedición holandesa a Karang Sago, Sumatra, para observar un eclipse solar.
Destacó por sus observaciones de estrellas variables y publicó una serie de estudios sobre el tema en los Astronomische Nachrichten y en otras publicaciones desde 1917 hasta 1936. Propuso un sistema de denominación de estrellas variables en cada constelación con una numeración simple (V1, V2,... y así sucesivamente), aunque el sistema de doble letra empezando por RR ya era de uso generalizado. Como resultado, las estrellas variables posteriores a QZ fueron numeradas según el principio del sistema de Nijland, iniciándose en V335.
En 1923 Nijland se convirtió en miembro de la Real Academia de Artes y Ciencias de los Países Bajos.

## Eponimia
- El cráter lunar Nijland lleva este nombre en su memoria.[2]